# Таязура-подорожник
Таязура-подорожник (Geococcyx) — рід птахів з родини зозулевих. Уперше описаний у 1831 році Йоганном Ваглером. Відомо лише про два види: G. californianus і G. velox. Поширені на південному заході США та в Центральній Америці, зазвичай у пустельних чи напівпустельних районах. Розмір птаха від 50 до 61 см, вага — 280—590 г. Забарвлення зазвичай темно-буре з білими смужками. Мають характерний гребінь на голові, сильні та довгі лапи, широкий хвіст. Уміють літати, проте переважно пересуваються по землі, і можуть досягати швидкості до 32 км/год. Живуть по одинці, або парами, які утворюють на все життя. Птах умовно-всеїдний. Полює на комах, павуків, губоногих, скорпіонів, дрібних рептилій, птахів, гризунів і ссавців; а також живиться яйцями, насінням (кактусів чи сумах). Одні з небагатьох хижаків, що полюють на гримучих змій, та єдині — на великих ос-помпілід з триби Pepsini.

## Види
- Таязура-подорожник каліфорнійська (Geococcyx californianus)
- Таязура-подорожник мала (Geococcyx velox)